# Laurent Blanc
Laurent Robert Blanc (Alès, 19 de novembro de 1965) é um treinador e ex-futebolista, considerado um dos melhores zagueiros e líberos produzidos pelo futebol francês. Atualmente comanda o Al-Ittihad.

## Carreira

### Como jogador
Começou no Montpellier, onde jogou por quase dez anos, participando do título mais importante da história do clube, a Copa da França de 1990-91. Após uma passagem pelo Napoli, da Itália, retornou à França para jogar pelo Nîmes, onde jogou por apenas uma temporada, sem sucesso. Em 1993, foi contratado pelo Saint-Étienne, permanecendo por duas temporadas, não obtendo quaisquer títulos mas ganhando reconhecimento como um dos melhores zagueiros do país.
Em 1995-96, no Auxerre, foi destaque na dobradinha do clube, que conquistou a Ligue 1 e a Copa da França em apenas uma temporada.
O sucesso fez o Barcelona o contratar no ano seguinte. No clube espanhol, se lesionou duas vezes, o que acabou por prejudicar seu desempenho. Mesmo assim, foi campeão  da Supercopa da Espanha e da Recopa Europeia na temporada 1996-97. Logo após o fim do campeonato espanhol, acertou sua ida para o Olympique de Marseille.
No clube francês, recebeu apelido de Le Président (O presidente), ganhando status de líder do elenco, comandando a equipe nos vice-campeonatos da Ligue 1 e da Copa da UEFA, em 1998-99. A escassez de títulos o fez ir para a Internazionale, na temporada seguinte.
Na Itália, mais uma vez sem conquistar títulos, ainda assim foi destaque, recebendo o Pirata d'Oro, que premia o jogador do ano na equipe de Milão. Em 2001, se transferiu para o Manchester United, onde, após um começo ruim e com muitas críticas, se firmou e ajudou a equipe a conquistar o Campeonato Inglês de 2002-03, temporada em que se aposentou como jogador.

#### Seleção Francesa
Jogou na Seleção nacional por onze anos, fazendo parte, como titular, das conquistas da Copa do Mundo de 1998 e da Eurocopa 2000.

### Como treinador
Como treinador, dirigiu o Bordeaux, onde foi campeão francês na temporada 2008-09 e, na temporada seguinte, colocou a equipe como uma das surpresas da Liga dos Campeões da UEFA. Em maio de 2010, foi divulgado que Blanc, após a Copa do Mundo de 2010, assumiria o comando da Seleção Francesa de Futebol. Isso ocorreu depois da Copa. Porém, depois da fraca campanha da França na Euro 2012, não renovou contrato e deixou o comando da seleção.
Em 2013, assumiu o comando do Paris Saint Germain após a saída de Carlo Ancelotti.

### Paris Saint-Germain
Laurent Blanc foi nomeado técnico do Paris Saint-Germain em 25 de junho de 2013, pouco depois de Carlo Ancelotti saiu para o Real Madrid . Em 03 de agosto, ele ganhou seu primeiro troféu com o clube, os 2013 Trophée des Champions , derrotando Bordeaux 2-1 no Stade d'Angondjé em Libreville, Gabão , vindo de trás com golos tardios de Hervin Ongenda e Alex. Um segundo item de prata foi conquistada em 19 de Abril de 2014, como dois gols de Edinson Cavani derrotado por 2-1 em Lyon a 2014 Coupe de la Ligue final. campanha europeia do PSG terminou nos quartos-de-final da Liga dos Campeões, com a eliminação de Chelsea aos golos marcados fora. Em 7 de maio, após rivais mais próximos do AS Monaco empatou com o Guingamp, PSG venceu o campeonato, apesar de ter perdido para Rennes mais tarde naquele dia, no jogo em que comemorou seu triunfo. No dia seguinte, Blanc foi dada uma extensão de contrato de um ano de 2016, com o clube o presidente Nasser Al-Khelaifi dizendo "Estamos muito feliz com seus resultados nesta temporada, assim como o futebol muito atraente a equipa tenha realizado. Estamos convencidos de que vamos ganhar muito mais troféus juntos ".

## Estatísticas
| Clube               | Jogos | Vitórias | Empates | Derrotas | Aproveitamento |
| ------------------- | ----- | -------- | ------- | -------- | -------------- |
| Bordeaux            | 159   | 93       | 31      | 35       | 58,49%         |
| França              | 31    | 17       | 8       | 6        | 54,84%         |
| Paris Saint-Germain | 173   | 126      | 31      | 16       | 72,83%         |
| Al-Rayyan           | 50    | 19       | 9       | 22       | 38%            |
| Lyon                | 37    | 17       | 8       | 12       | 45,95%         |

## Títulos

### Como jogador
Montpellier
- Copa da França: 1989-90

Barcelona
- Supercopa da Espanha: 1996
- Recopa Europeia: 1996–97
- Copa del Rey: 1996-97

Auxerre
- Campeonato Francês:1995–96
- Copa da França: 1995-96

Manchester United
- Premier League: 2002–03

França Sub-21
- Campeonato Europeu de Futebol Sub-21: 1988

Seleção Francesa
- Copa do Mundo: 1998
- Eurocopa: 2000

Individual
- UEFA European Under-21 Championship Golden Player: 1988[2]
- French Player of the Year: 1990[carece de fontes?]
- UEFA European Championship Team of the Tournament: 1992, 1996, 2000[carece de fontes?]
- ESM Team of the Year: 1995–96, 1997–98, 1998–99[carece de fontes?]
- Pirata d'Oro (Inter Milan Player of the Year): 2000[3]
- Trophée d'honneur UNFP: 2004[4]
- Équipe type spéciale 20 ans des trophées UNFP: 2011[5]
- French Player of the Century: 4th place[carece de fontes?]
- IFFHS ALL TIME FRANCE MEN'S DREAM TEAM[6]

### Como treinador
Bordeaux
- Supercopa da França: 2008 e 2009
- Copa da Liga Francesa: 2008–09
- Campeonato Francês: 2008–09

Paris Saint-Germain
- Supercopa da França: 2013, 2014, 2016
- Copa da Liga Francesa: 2013–14, 2014–15, 2015–16
- Campeonato Francês: 2013–14, 2014–15, 2015–16
- Copa da França: 2014–15, 2015–16

Al-Ittihad
- Campeonato Saudita: 2024–25[7]
- Copa do Rei: 2024–25[8]

Individual
- Treinador do Ano da Ligue 1: 2008, 2015, 2016[9]
- Treinador Francês do Ano: 2009, 2015
- Treinador da Temporada do Campeonato Saudita: 2024–25[10]

### Ordens
- Cavaleiro da Legião de Honra: 1998[11]